# Апатовець
46°09′ пн. ш. 16°34′ сх. д. / 46.15° пн. ш. 16.57° сх. д.
Апатовець (хорв. Apatovec) — населений пункт у Хорватії, в Копривницько-Крижевецькій жупанії у складі міста Крижевці.

## Населення
Населення за даними перепису 2011 року становило 350 осіб.
Динаміка чисельності населення поселення: